# Zorino
Zorino (Зорино) è un comune della Russia, nell'oblast' di Kaliningrad. Storicamente appartenuta alla Germania, fu nota fino al 1945 con il nome di Poppendorf.